# Zonaria zonaria
Zonaria zonaria là một loài ốc biển, là động vật thân mềm chân bụng sống ở biển trong họ Cypraeidae, họ ốc sứ.

## Phụ loài
- Zonaria zonaria gambiensis (f) Shaw, H.O.N., 1909 [2]

## Miêu tả
Loài này có kích thước giữa 15mm và 47mm.

## Phân bố
Loài này phân bố ở Đại Tây Dương dọc theo Cabo Verde, Sénégal và Angola.